# San Francisco La Unión
San Francisco La Unión – miasto w Gwatemali, w departamencie Quetzaltenango, położone około 15 km na północny wschód od stolicy departamentu miasta Quetzaltenango.  Miasto leży w górach Sierra Madre de Chiapas, na wysokości 2770 m n.p.m. Jest zamieszkane głównie przez ludność mówiącą w języku mam. Według danych szacunkowych w 2012 roku miejscowość liczyła 1152 mieszkańców.

## Gmina San Francisco La Unión
Jest siedzibą władz gminy o tej samej nazwie, która jest jedną z 24 gmin w departamencie. Gmina w 2012 roku liczyła 7659 mieszkańców.
Gmina jak na warunki Gwatemali jest bardzo mała, a jej powierzchnia obejmuje 32 km². Ludność gminy utrzymuje się głównie z rolnictwa. Klimat gminy jest równikowy, według klasyfikacji Wladimira Köppena, należy do klimatów tropikalnych monsunowych (Am), z wyraźną porą deszczową występującą od maja do października. Ze względu na wyniesienie nad poziom morza amplituda temperatur jest duża. Większość terenu nieuprawianego pokryta jest dżunglą.